# Vuelta a España 1978
La Vuelta a España 1978, trentatreesima edizione della corsa, si è svolta in diciannove tappe, undicesima e ultima suddivise in due semitappe, precedute da un cronoprologo iniziale, dal 25 aprile al 14 maggio 1978, per un percorso totale di 2995 km. La vittoria fu appannaggio del francese Bernard Hinault, che completò il percorso in 85h24'14", precedendo lo spagnolo José Pesarrodona e il connazionale Jean-René Bernaudeau.

## Tappe
| Tappa  | Data      | Percorso                                          | km   | Vincitore di tappa         | Leader cl. generale |
| ------ | --------- | ------------------------------------------------- | ---- | -------------------------- | ------------------- |
| Prol.  | 25 aprile | Gijón > Gijón (cron. individuale)                 | 8,6  | Bernard Hinault            | Bernard Hinault     |
| 1ª     | 26 aprile | Gijón > Gijón                                     | 144  | Jos Schipper               | Bernard Hinault     |
| 2ª     | 27 aprile | Gijón > Cangas de Onís                            | 94   | José Enrique Cima          | Bernard Hinault     |
| 3ª     | 28 aprile | Cangas de Onís > León                             | 187  | Ferdi Van Den Haute        | Ferdi Van Den Haute |
| 4ª     | 29 aprile | León > Valladolid                                 | 171  | Patrick Lefevere           | Ferdi Van Den Haute |
| 5ª     | 30 aprile | Valladolid > Avila                                | 136  | Willy Teirlinck            | Ferdi Van Den Haute |
| 6ª     | 1º maggio | Torrelaguna > Torrejón de Ardoz                   | 46   | Fons van Katwijk           | Ferdi Van Den Haute |
| 7ª     | 2 maggio  | Torrejón de Ardoz > Cuenca                        | 160  | Domingo Perurena           | Ferdi Van Den Haute |
| 8ª     | 3 maggio  | Cuenca > Benicasim                                | 249  | Fons van Katwijk           | Ferdi Van Den Haute |
| 9ª     | 4 maggio  | Benicasim > Tortosa                               | 156  | Ferdi Van Den Haute        | Ferdi Van Den Haute |
| 10ª    | 5 maggio  | Tortosa > Calafell                                | 201  | Willy Teirlinck            | Ferdi Van Den Haute |
| 11ª-1ª | 6 maggio  | Calafell > Barcellona                             | 67   | Francisco Javier Elorriaga | Ferdi Van Den Haute |
| 11ª-2ª | 6 maggio  | Barcellona > Barcellona (cron. individuale)       | 3,8  | Bernard Hinault            | Ferdi Van Den Haute |
| 12ª    | 7 maggio  | Bellaterra > Tossa de Montbui                     | 205  | Bernard Hinault            | Bernard Hinault     |
| 13ª    | 8 maggio  | Igualada > Jaca                                   | 243  | Salvatore Maccali          | Bernard Hinault     |
| 14ª    | 9 maggio  | Jaca > Logroño                                    | 219  | Bernard Hinault            | Bernard Hinault     |
| 15ª    | 10 maggio | Logroño > Miranda de Ebro                         | 131  | Jean-Philippe Vandenbrande | Bernard Hinault     |
| 16ª    | 11 maggio | Miranda de Ebro > Santuario de la Bien Aparecida  | 208  | Vicente Belda              | Bernard Hinault     |
| 17ª    | 12 maggio | Ampuero > Bilbao                                  | 123  | José Enrique Cima          | Bernard Hinault     |
| 18ª    | 13 maggio | Bilbao > Amurrio                                  | 154  | Bernard Hinault            | Bernard Hinault     |
| 19ª-1ª | 14 maggio | Amurrio > San Sebastián                           | 84   | Domingo Perurena           | Bernard Hinault     |
| 19ª-2ª | 14 maggio | San Sebastián > San Sebastián (cron. individuale) | ?    | Annullata                  | Bernard Hinault     |
| Totale | Totale    | Totale                                            | 2995 |                            |                     |

## Classifiche finali

### Classifica generale
| Pos. | Corridore                | Squadra            | Tempo     |
| ---- | ------------------------ | ------------------ | --------- |
| 1    | Bernard Hinault          | Renault-Elf-Gitane | 85h24'14" |
| 2    | José Pesarrodona         | KAS-Campagnolo     | a 3'02"   |
| 3    | Jean-René Bernaudeau     | Renault-Elf-Gitane | a 3'47"   |
| 4    | Eulalio García           | Teka               | a 4'23"   |
| 5    | Jos Schipper             | Marc-Zeepcentrale  | a 4'28"   |
| 6    | Ferdi Van Den Haute      | Marc-Zeepcentrale  | a 5'52"   |
| 7    | José Nazabal             | KAS-Campagnolo     | a 6'12"   |
| 8    | Enrique Martínez Heredia | KAS-Campagnolo     | a 6'53"   |
| 9    | Gonzalo Aja              | Novostil-Helios    | a 10'12"  |
| 10   | Vicente López Carril     | KAS-Campagnolo     | a 13'57"  |

### Classifica a punti
| Pos. | Corridore                  | Squadra            | Punti |
| ---- | -------------------------- | ------------------ | ----- |
| 1    | Ferdi Van Den Haute        | Marc-Zeepcentrale  | 210   |
| 2    | Willy Teirlinck            | Renault-Elf-Gitane | 157   |
| 3    | Bernard Hinault            | Renault-Elf-Gitane | 130   |
| 4    | Francisco Javier Elorriaga | Teka               | 113   |
| 5    | Fons van Katwijk           | Marc-Zeepcentrale  | 108   |

### Classifica scalatori
| Pos. | Corridore         | Squadra            | Punti |
| ---- | ----------------- | ------------------ | ----- |
| 1    | Andrés Oliva      | Teka               | 112   |
| 2    | José Enrique Cima | KAS-Campagnolo     | 81    |
| 3    | Bernard Hinault   | Renault-Elf-Gitane | 60    |
| 4    | Andrés Gandarias  | Novostil-Helios    | 48    |
| 5    | José Luis Mayoz   | Teka               | 44    |

### Classifica sprint
| Pos. | Corridore        | Squadra            | Punti |
| ---- | ---------------- | ------------------ | ----- |
| 1    | Bernard Hinault  | Renault-Elf-Gitane | 31    |
| 2    | Félix Pérez      | Teka               | 11    |
| 3    | Willy Teirlinck  | Renault-Elf-Gitane | 7     |
| 4    | Andrés Gandarias | Novostil-Helios    | 6     |
| 5    | Domingo Perurena | KAS-Campagnolo     | 5     |